# KY-Maler

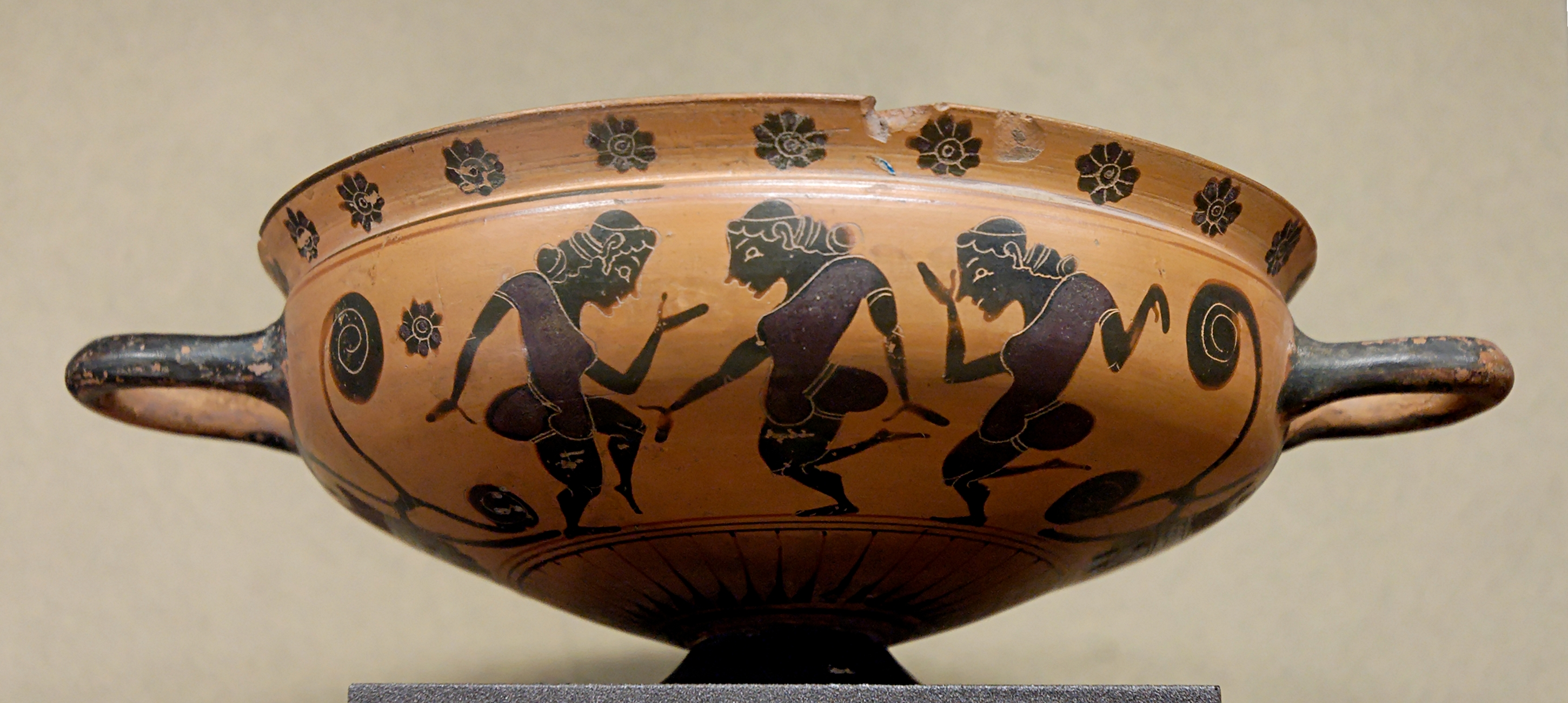
Komasten-Schale mit Komos-Szene, 575/565 v. Chr.

Der KY-Maler war ein Vasenmaler des attisch-schwarzfigurigen Stils. Er war zwischen 585 und 570 v. Chr. tätig.
Der KY-Maler war neben dem KX-Maler der bedeutendste Vertreter der Komasten-Gruppe, die dem Gorgo-Maler nachfolgte. Seinen Notnamen bekam er von John D. Beazley. Er gilt als der schlechtere und chronologisch etwas spätere Vertreter der Komasten-Gruppe. Komasten sind auch eines seiner bevorzugten Bildthemen. Er bemalte vor allem Skyphoi, Lekanen, Kothone und Komastenschalen. Als erster Künstler gestaltete er einen Kolonettenkrater, der zum beliebtesten Weinmischgefäß werden sollte.